# Manfred Omankowsky

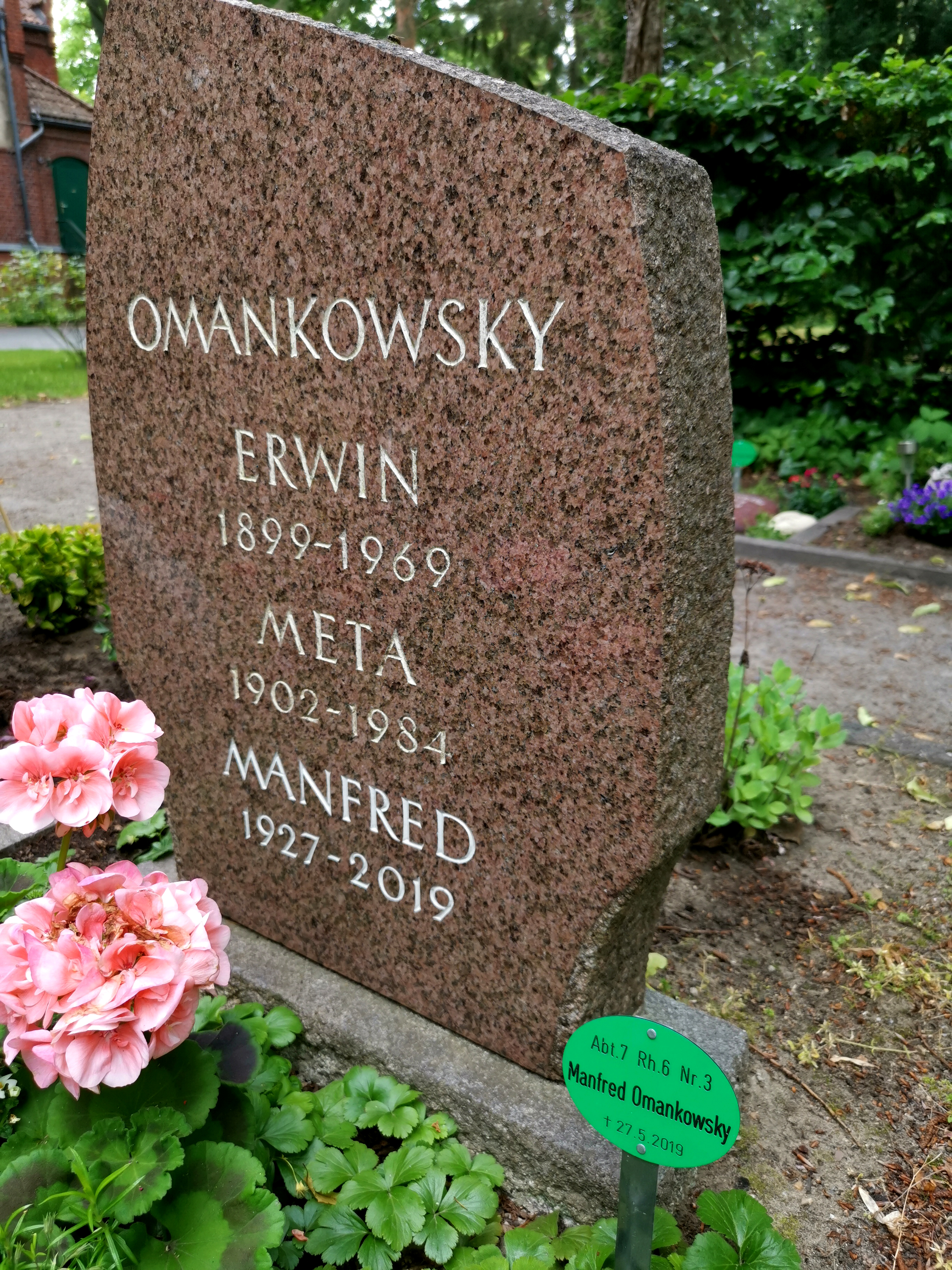
Grabstelle auf dem Städtischen Friedhof Berlin-Reinickendorf, Humboldtstraße

Manfred Omankowsky (* 27. Januar 1927 in Berlin; † 27. Mai 2019 ebenda) war ein deutscher Politiker (SPD).
Manfred Omankowsky war ein Sohn der Politikerin Meta Omankowsky (1902–1984). Er besuchte eine Aufbauschule und machte eine Verwaltungslehre. 1947 trat er der SPD bei. Er wurde 1953 Angestellter und später Beamter im Bezirksamt Reinickendorf; gleichzeitig studierte er an der Freien Universität Berlin Politikwissenschaft und schloss das Studium 1956 als Diplom-Politologe ab. 1959 wurde Omankowsky persönlicher Referent des Senators Kurt Exner. Er wurde 1965 von der Bezirksverordnetenversammlung im Bezirk Tiergarten zum Bezirksstadtrat für Jugend und Sport gewählt, 1971 schied er aus dem Amt aus. Er wurde 1974 Angestellter im Deutschen Zentrum für Altersfragen (DZA) und ein Jahr später Präsident des Deutschen Familienverbands (DFV). Nach der Berliner Wahl 1975 rückte Omankowsky im Februar 1976 durch die Wiederholungswahl im Wahlkreis im Bezirk Zehlendorf in das Abgeordnetenhaus von Berlin nach und schied im März 1979 aus.